# Don Concannon
John Dennis Concannon (16 mai 1930 - 14 décembre 2003), connu sous le nom de Don Concannon, est un homme politique du parti travailliste britannique.

## Biographie
Né à Doncaster, West Riding of Yorkshire, Concannon fait ses études à la Rossington Secondary School et au Département Extra-Mural de l'Université de Nottingham. Il travaille comme mineur et comme fonctionnaire du Syndicat national des mineurs (NUM). Il est conseiller du conseil municipal de Mansfield à partir de 1963.
Concannon est élu député de Mansfield aux élections de 1966. Sous Harold Wilson et James Callaghan (Premier ministre de 1976 à 1979), il est whip du gouvernement et ministre de l'Irlande du Nord, et est nommé membre du Conseil privé en 1978.
Un grave accident de voiture le conduit à ne pas se représenter comme député de Mansfield aux élections de 1987 ; Alan Meale lui succède.
Concannon est décédé à Mansfield le 14 décembre 2003, âgé de 73 ans.